# Shinpei Nakayama
Shimpei Nakayama (中山 晋平, Nakayama Shimpei), né le 22 mars 1887 - décédé le 30 décembre 1952, est un auteur-compositeur japonais, renommé pour ses nombreuses chansons pour enfants et chansons populaires (ryūkōka) profondément ancrées dans la culture populaire du Japon (en).

## Présentation
En 1914, Nakayama compose la Chanson de Katyusha pour une adaptation cinématographique du roman Résurrection de Léon Tolstoï. La chanson, interprétée par l'actrice Sumako Matsui, est un énorme succès et rend Nakayama célèbre du jour au lendemain. De nos jours ce titre est considéré comme le premier exemple de la musique populaire japonaise moderne
Une autre de ses compositions, Tokyo ondo, grand succès des années 1930, est aujourd’hui connue comme la chanson fétiche de l'équipe de baseball Tokyo Yakult Swallows.
Ses chansons pour enfants les plus connues sont Shabondama, Teru teru bōzu, Amefuri, Ano machi kono machi et Sekurabe entre autres.
La chanson Gondola no Uta (en) figure en bonne place dans le film Ikiru d'Akira Kurosawa.

## Compositions (sélection)

### Pour orchestre d'harmonie
- Sunayama, (arrangé par Masamichi Amano)

### Musique vocale

#### Chansons
- 1914 Chanson de Katyusha, pour voix et orchestre (ou piano)
- 1915 ゴンドラの唄 (Gondola no Uta) « Chanson de la gondole », pour voix et orchestre (ou piano) - texte Isamu Yoshii
- 1921 Sendo kouta (« Chanson du marinier »), pour voix et orchestre (ou piano)
- 1924 Suzaka kouta
- 1927 Habu no Minato (« Le port de Habu »), pour voix et orchestre (ou piano)
- 1929 Tokyo March, grand succès de la chanteuse Chiyako Satō
- 1929 Fue no shiratama - texte Yaso Saijo
- 1932 Marunouchi Ondo - texte Yaso Saijo
- 1933 Tôkyô ondo [3].
- Amefuri
- Ano machi kono machi
- Kimi Koishi (You, Sweetheart)
- Mari to tonosama (« Le Seigneur et la balle qui rebondit ») - d'après un conte de la préfecture de Wakayama
- Nakano ditty
- Rain = Ame - texte Hakushū Kitahara
- Sandpile
- Sekurabe
- Seiya - texte Takeko Kujō
- Shabondama
- Shojoji-no Tanuki Bayashi
- Snow Country (Yuki guni)
- Soap Bubbles (« Bulles de savon »)
- Sunayama - texte Hakushu Kitahara
- Tabako nomenome
- Teru teru bozu
- The dancing tea-kettle (« La chanson du tanuki à Shojo-ji ») - texte Ujō Noguchi
- This town that town - texte Ujō Noguchi

### Musique de chambre
- Habu no minato (« Le port de Habu »), version instrumentale pour basson et violoncelle

## Source de la traduction
- (en) Cet article est partiellement ou en totalité issu de l’article de Wikipédia en anglais intitulé « Shinpei Nakayama » (voir la liste des auteurs).